# Aristaria
Aristaria — рід еребід з підродини совок-п'ядунів, види якого поширені в США, Коста-Риці та Південній Америці.

## Систематика
У складі роду:
- Aristaria anteros Druce, 1891
- Aristaria bleptinalis Schaus, 1916
- Aristaria bocanalis
- Aristaria bocantis Schaus, 1906
- Aristaria candalis Schaus, 1906